# Bschlabs
Bschlabs ist ein Ort im Außerfern in Tirol wie auch Ortschaft der Gemeinde Pfafflar im Bezirk Reutte mit 64 Einwohnern (Stand 1. Jänner 2024).

## Geographie
Die Rotte befindet sich etwa 25 Kilometer südwestlich von Reutte und 15 Kilometer nordwestlich von Imst. Es liegt im Tal des Streinbachs (auch Streimbach genannt, das Tal Bschlabertal) auf um die 1310 m ü. A. Höhe, am Hahntennjoch, wo die L266 Bschlaber Straße – nach dem Pass L72 Hahntennjochstraße – das Lechtal mit Imst im Oberinntal verbindet.
Die Ortschaft umfasst knapp 70 Gebäude mit etwa 90 Einwohnern.
Dazu zählen neben dem Dorf selbst noch die sieben Weiler Aschlen, Sack, Windegg, Mitteregg, Taschach, Egg, Zwieslen sowie die Einschicht Gröben und das denkmalgeschützte Almenensemble Ebele. Die Ortschaft ist Gemeindehauptort.
Bschlabs befindet sich am Südabhang der Namloser Wetterspitze (2553 m ü. A.), im Nordwesten liegt die Rotwand (2334 m ü. A.), im Tal gegenüber der Spitzkopf (2346 m ü. A.).
Nachbarorte und -ortschaften
| Elmen (O, Gem. Elmen) Sack    |                                             | Stanzach (O, Gem. Stanzach) Egg           |
| Häselgehr (O, Gem. Häselgehr) | Kompassrose, die auf Nachbargemeinden zeigt | Zwieslen (Imst ∗ O, Gem. Imst, Bez. Imst) |
|                               | (Imst ∗ O, Gem. Imst, Bez. Imst)            | Taschach Boden (O)                        |

∗ Das Imster Gebiet umfasst den Gutteil der Gemeinde Pfafflar und grenzt am Ortkopf im Osten und am Haselkarjoch im Südwesten an; das Bergland zählt zur einzigen Ortschaft dieser Gemeinde. Die Gemeinde/Ortschaft Gramais im Südwesten grenzt nicht an und ist auch nicht direkt erreichbar.

## Geschichte
Entstehung des Ortsnamens: 1284 wurde das Dorf Bislafes genannt. Später Pislaves oder danach in abgeänderter Form: Piselaves, Pshlavess oder Pischlaabz. Dies ist wiederum eine Ableitung von pos l'aves, was hinter den Wassern bedeutet. Damit ist der Zusammenfluss von Streimbach und seinen Seitenbächen gemeint, also das heutige Boden (Gemeinde Pfafflar).
Das Tal wurde von Pfafflar aus von Engadiner Religionsflüchtlingen besiedelt.
Mit Ende des Schuljahres 2013/14 wurde die einklassige Volksschule geschlossen.
Siehe auch: Geschichte der Gemeinde Pfafflar

## Sehenswertes

### Wallfahrtskirche Maria Schnee

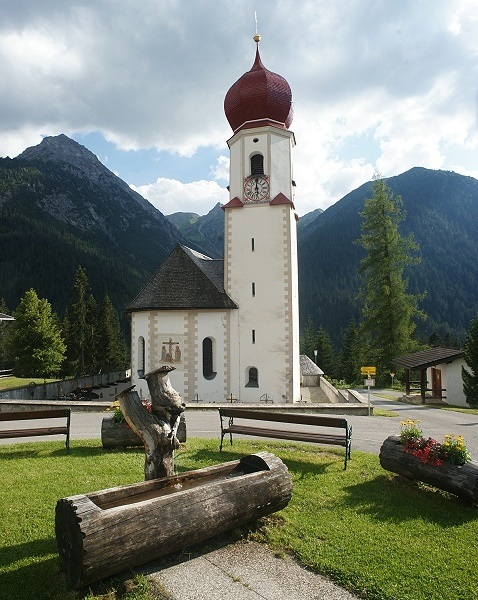
Kaplaneikirche Unsere Liebe Frau Maria Schnee, Friedhof mit Friedhofskapelle und Kriegerkapelle

Die Kirche wurde 1639 als Kapelle erbaut und 1648 vom Weihbischof von Brixen geweiht.
Vor dem Bau der Kirche mussten die Toten bis nach Dormitz (bei Nassereith) und später nach Imst getragen und dort beerdigt werden.
1670 kam der erste Kaplan, Nikolaus Kranebitter, in dieses Tal, war 40 Jahre lang Priester in Bschlabs und wurde unterhalb des Altars begraben.
Die Aufzeichnungen des ältesten Taufbuches in der Pfarre, beginnen mit dem 31. Oktober 1670.
Das Kirchlein ist Anfang des 18. Jahrhunderts vergrößert worden. Der Turm wurde 1770 bis 1780 errichtet, mit achteckigem Obergeschoß und Zwiebelhaube. 1857 baute man eine Sakristei dazu.
Zwei Jahre später wurde der Hochaltar errichtet. In der Mitte, anstelle eines Gemäldes, ist die Figur der Gnadenmadonna mit Kind; neben der Doppelsäulenstellung die Figuren der Apostelfürsten, links Paulus, rechts Petrus und noch zwei weitere Heiligenfiguren (alle von Josef Georg Witwer um 1775). Hoher Tabernakelvorbau mit Säulenstellung und Rundtempelbau; in den Rundnischen die Statuetten: links der Barbara und des Ignatius, rechts des Johannes Nepomuk und der Katharina (von Josef Anton Renn).

Die Seitenaltäre: Aufbau 1884, linker Seitenaltar mit Schutzengelgemälde, am rechten Seitenaltar Gemälde Hl. Josef mit Jesus beidseitig mit Putten (Witwer-Werkstätte).

Die Kanzel: Mitte 19. Jahrhundert in den Feldern Jesus- und Maria-Monogramm, Symbole der göttlichen Tugenden, Hl. Eucharistie, Gesetzestafeln mit Schwert und Palmzweig.

Das Kreuz über dem Sakristeieingang ist von Balthasar Jais aus Imst (1740).

In den Glasvitrinen: links, bekleidete Madonna mit Kind, 18. Jahrhundert; rechts, Mutter Gottes mit blauem Sternenmantel (wurde bei den Prozessionen mitgetragen).
Die Glasgemälde der oben und unten halbkreisförmig geschlossenen Kirchenfenster aus der Tiroler Glasmalereianstalt Innsbruck (1919), stellen die Verkündigung, Heimsuchung und Geburt Jesu dar.

Brüstungsorgel mit schönem Rokoko-Prospekt (Orgelwerk aus dem 18. und 19. Jahrhundert).
Der Volksaltar, mit Abbildung des letzten Abendmahles, ist von Gottlieb Praxmarer aus Häselgehr.

An der Außenfassade der Kirche befinden sich zwei alte Fresken (Kreuzigungsgruppe und Hl. Christopherus), die erst bei der Renovierung der Kirche entdeckt wurden. Die renovierte Wallfahrtskirche wurde 1985 von Bischof Paulus Rusch neu geweiht. Das Patronatsfest des Patroziniums Maria Schnee wird am 5. August gefeiert.

### Die Sankt-Martins-Kapelle

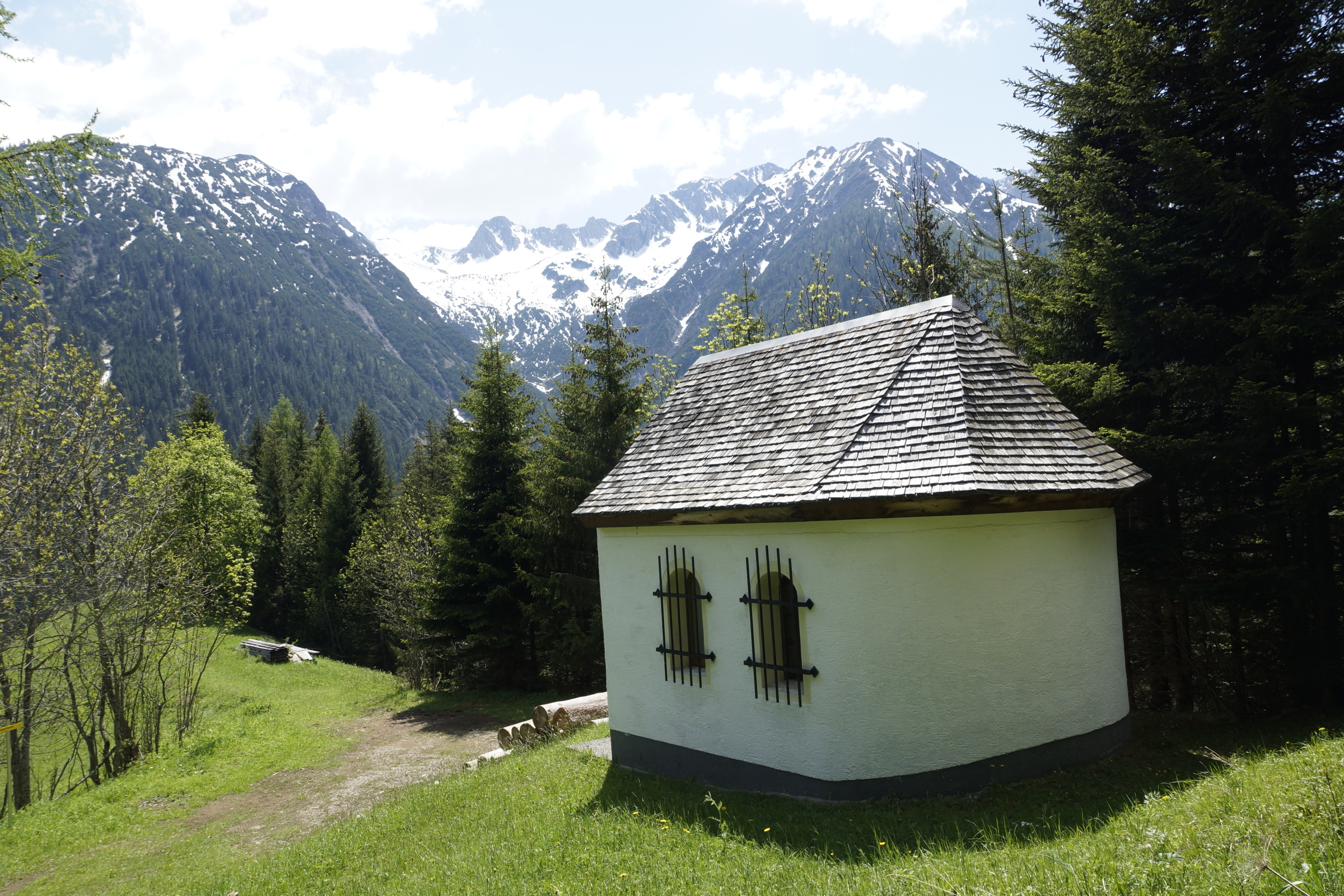
Wegkapelle hl. Martin

Diese Kapelle liegt am sogenannten Gröbegg bei Bschlabs/Aschlen am alten Fußweg von Elmen nach Bschlabs. Sie wurde wohl im früheren 20. Jahrhundert errichtet, war schon weitgehend verfallen, und wurde 1988 renoviert.

### Der Weg der Sinne
Der Weg der Sinne ist ein Fußweg beginnend unterhalb der Kirche in Bschlabs, führt durch einen Wald hinunter bis zum Streimbach über eine Hängebrücke und schattseitig hinauf zum Forstweg. Entlang des Weges sind Kunstwerke aus Holz, Metall und Stein mit besinnlichen Sprüchen,
gestaltet von heimischen Künstlern.

## Kultur

### Bschlaber Lied
Über diese kleine Ortschaft wurde ein Lied geschrieben. Die Melodie und auch der Text stammen von Gerhard Hackenbuchner. Text des Heimatliedes:
Es gibt an stillen Fleck im schönen Tirol,

das ist das Bschlabsertal, da fühlt man sich wohl.

Dort wo der Kuckuck ruft und wo der Gamsbock springt,

ja dort ist Bschlabs, ganz von Bergen umringt.

(Refrain)

Kommst Du von Reutte her, so fahr zum Lechtal hin,

auf dieser schönen Fahrt, da siehst Du Blumen blühn.

Bist Du bei Elmen dann, mein Freund pass auf,

dann geht es links zum Hahntennjoch hinauf.

Refrain: Es gibt an stillen Fleck …

Nun geht es steil bergauf, am Fels entlang,

Du siehst den Enzian am Bergeshang.

Dann taucht a Kirch vor Deinen Augen auf,

ein Glöcklein läutet und Du bist zu Haus

Refrain: Es gibt an stillen Fleck …

Hier kannst Du wandern gehen, bergauf und bergab,

und von den Gipfeln siehst, ins Tal Du hinab.

Am Abend dann gibt’s in der „Gemütlichkeit“,

a Brotzeit, Bier, Musik und Heiterkeit.

Refrain: Es gibt an stillen Fleck …